# Yasu (nombre)
I`ssa es el nombre propio árabe de Jesús. En árabe se escribe عيسي. El nombre es la versión árabe del nombre en latín Iēsus, derivado de Iēsoûs (Ἰησοῦς),  forma griega del nombre en arameo Yēšua (ישוע),  que a su vez es la forma abreviada del nombre hebreo Yehōšua (יהושע), el cual es el origen del nombre “Jesús”. El nombre hebreo es también el origen del nombre “Josué”. Así, Yasu' es la versión cristiana árabe de “Jesús”, utilizado en traducción árabe de la Biblia, el nombre I'ssa, usado por musulmanes en el libro sagrado Corán, quienes tienen otra visión sobre Jesús. Yasu es también usado por los hijos de árabes cristianos.
- Datos: Q6169822